# Maashofpark
Het Maashofpark is een park in de Blerickse wijk Klingerberg, in de Nederlandse gemeente Venlo.
Het park kreeg een open karakter met vooral veel groen, wandelpaden en een vijver. Verder is in dit park onder andere een sportpark gevestigd. Het park is ruim vijf ha groot en wordt doorkruist door de Klingerbergsingel.